# Makrokriminalität
Makrokriminalität ist in der Kriminologie eine Sammelbezeichnung für Großformen des Verbrechens, die relativ immun gegen strafrechtliche Sanktionen sind. Im Gegensatz zur Alltagskriminalität ist bei der Makrokriminalität nicht die Devianz der Täter charakteristisch, sondern ihre Konformität. Beispiele makrokriminellen Handelns sind Genozid, Kriegsverbrechen und nukleare Massenvernichtung.
Der Begriff Makrokriminalität wurde von Herbert Jäger geprägt, der bemängelte, dass die Kriminologie bisher blind gegenüber massenhafter Tötung, Misshandlung und Vertreibung von Menschen gewesen sei. Das sei aus der juristischen Orientierung der Disziplin zu erklären. Um Makrokriminalität besser verstehen zu können, müsse die Kriminologie vom staatlichen Strafrecht entkoppelt werden. Der Blick auf verschiedene Formen von Großverbrechen zeige, dass es viele Bedingungen gibt, Massenmorde ohne Schuldgefühl möglich zu machen. Solche Bedingungen aufzuspüren und zu analysieren sei Hauptaufgabe einer Kriminologie der Makrokriminalität.
Eine trennscharfe Unterscheidung der Begriffe Makrokriminalität, Kriminalität der Mächtigen, Regierungskriminalität und Repressives Verbrechen ist kaum möglich aber laut Michael Jasch auch nicht nötig. Im kriminologischen Diskurs könne damit gearbeitet werden, dass sich die Begriffe überlappen und ergänzen. So stelle das Konzept Kriminalität der Mächtigen die strukturelle Charakteristik von Macht heraus, das der Makrokriminalität die des Kollektivs, aus dem heraus das Verbrechen begangen wird.